# Élisabeth Charlaix
Élisabeth Charlaix, est une physicienne française, spécialiste de mécanique des fluides, professeur à l'Université Grenoble-Alpes.

## Biographie
Docteur de l’ESPCI ParisTech, Élisabeth Charlaix étudie les milieux poreux lors d'un post-doctorat à Exxon. Elle rejoint le laboratoire de physique de l’ENS Lyon, où elle étudie les phénomènes de mouillage au niveau microscopique et les effets d’humidité sur les milieux granulaires. Nommée professeur de l'Université Claude-Bernard, elle rejoint le Département de physique des matériaux, qui est devenu le Laboratoire de physique de la matière condensée et des nanostructures. Au LPMCN, elle étudie la dynamique des fluides aux petites échelles (nanofluidique) grâce à la construction d'un appareil à forces de surface original développé avec Jérôme Crassous et Frédéric Restagno. Grâce à ce dispositif, elle obtient des résultats importants concernant le lien entre mouillabilité et condition de hydrodynamique à une interface solide-fluide. En 2010, elle rejoint le Laboratoire interdisciplinaire de physique de Grenoble. Elle est nommée Chevalier de la Légion d'honneur au premier janvier 2010.
Récemment, elle a pu montrer que la nanohydrodynamique permet d'avoir accès aux propriétés mécaniques de surfaces sans contact solide et elle a mis en évidence le rôle de la complaisance des surfaces confinantes lors des expériences de nanorhéologie.

## Distinctions
- Prix Jean-Ricard 2006 de la Société française de physique[5].
- Membre senior de l'Institut universitaire de France[6].
- Médaille d'argent du CNRS (2009)[7]
- Prix de dynamique des fluides de la Société américaine de physique (2022)[8].

## Décorations
- Chevalière de la Légion d'honneur (décret du 31 décembre 2009)[2].